# Крылья Урагана
«Крылья Урагана» (англ. Storm of Wings) — роман, написанный в 2002 году Кристофером Банчем и первая книга трилогии «Повелитель драконов». Произведение относится к жанру боевое фэнтези.

## Описание Книги
Крылья Урагана — это рассказ о подростке Хэле Кэйлисе из шахтёрской деревушки «Каэрли», у которого было две мечты.
Одна — летать на драконах, укротить которых способен не всякий.
И вторая — возродить былую славу своего народа, в прошлом вольного и свободолюбивого, теперь же безропотно тянущего унылую лямку беспросветной жизни рудокопов. Он и не подозревал, что разразившаяся кровавая война, в которую он оказался вовлечён помимо своей воли, станет ключом к исполнению обоих его желаний.
Книга наполнена активными действиями, зачастую жестокими. Значительное количество человеческих потерь в книги показано как следствие глупости военных руководителей. Будучи ветераном вьетнамской войны, автору удалось дать реалистичное изображение военной стратегии, а также сражений в воздухе и на земле. Следует заметить, что многие события книги повторяют события Первой Мировой войны, а сами драконы здесь являются аллюзией на появление военной авиации.

## Персонажи книги

### Персонажи
- Хэл Кэйлис — главный герой книги, командир одиннадцатой эскадрильи, всадник (рядовой, сержант, капитан).
- Сэслик Дайнапур — всадница одиннадцатой эскадрильи, возлюбленная Хэла (рядовая).
- Фаррен Мария — всадник одиннадцатой эскадрильи, волшебник (рядовой).
- Рэй Гэредис — всадник одиннадцатой эскадрильи (лейтенант).
- Минта Гарт — всадница одиннадцатой эскадрильи, морячка (рядовая, адъютант Хэла).
- Сер Лоурен Дамиен — сказитель (капитан).
- Вэд Феччиа — всадник одиннадцатой эскадрильи, недруг Хэла (рядовой)
- Сер Бэб Кантабри — командующий особыми операциями (капитан).
- Сер Лиминго — Волшебник, подчинённый Кантабри.
- Ки Бэйли Ясин — рочийский всадник, враг Хэла.
- Король Азир — правитель «Дирейна».
- Королева Норция — правительница «Роче».

### Драконы
- Нант — дракон Сэслик (назвала в честь воображаемого в детстве друга).
- Безымянная — дракон-самка Хэла.
- Ураган — второй дракон Хэла (назвал в честь собаки главного героя из сказок).

## Место действия книги
- Дирейн
- Сэйджин
- Роче